# Вестернгрунд
Вестернгрунд (нем. Westerngrund) — община в Германии, в земле Бавария. 
Подчиняется административному округу Нижняя Франкония. Входит в состав района Ашаффенбург.  Население составляет 1920 человек (на 31 декабря 2010 года). Занимает площадь 8,95 км².
Община подразделяется на 3 сельских округа.

## Население
По оценке на 31 декабря 2015 года население общины Вестернгрунд составляет 1936 чел. 

| Дата      | 1840 | 1871 | 1900 | 1925 | 1939 | 1950 | 1961 | 1970 | 1987 | 2011 |
| --------- | ---- | ---- | ---- | ---- | ---- | ---- | ---- | ---- | ---- | ---- |
| Население | 1239 | 977  | 1093 | 1167 | 1165 | 1510 | 1378 | 1454 | 1584 | 1928 |

| Год       | 1960 | 1970 | 1980 | 1990 | 2000 | 2009 | 2010 | 2011 | 2012 | 2013 | 2014 | 2015 |
| --------- | ---- | ---- | ---- | ---- | ---- | ---- | ---- | ---- | ---- | ---- | ---- | ---- |
| Население | 1362 | 1453 | 1539 | 1655 | 1949 | 1907 | 1920 | 1912 | 1892 | 1902 | 1913 | 1936 |